# Божидар Виолић
Божидар Виолић (Сплит, 4. јун 1931 — Загреб, 30. новембар 2020) био је југословенски и хрватски позоришни редитељ, сценариста и преводилац.

## Биографија
Дипломирао је романистику на Филозофском факултету и режију на Академији драмске умјетности у Загребу.
Прво је радио као редитељ и драматург на Радио Загребу, потом стални редитељ у Драмском градском позоришту „Гавелла” (1959—72).
Он је био професор глуме и позоришне режије на Академији драмске умјетности (1958–77). Био је наставник-гост на државним драмским школама у Шведској 1973. и 1974.
Обављао је функцију уметничког директора, редитеља и драматург у Загребачком казалишту младих од 1979. до пензионисања 1999.
Током каријере реализовао је осамдесетак драмских и оперских представа.
Виолић је драматизовао више текстова а бавио се и превођењем.
Аутор је сценарија за краткометражне и дугометражне филмове: Неспоразум (1958), Лакат као такав (1959), Царево ново рухо (1961), Бреза (1967) и Мириси, злато и тамјан (1971).
Био је супруг теоретичарке књижевности и министарке културе Хрватске Андрее Златар Виолић.

## Награде
- Стеријина награда за режију - 1972. за представу "Представа „Хамлета“ у селу Мрдуша Доња, опћине Блатуша" Иве Брешана, Театар ИТД, Загреб[3]
- Награда „Владимир Назор” (1994)[3]
- Награда Фестивала малих сцена (Сарајево, 1960)[3]
- Награда „Младог поколења” (Београд, 1967)[3]
- Награде града Загреба (1969)[3]
- Награде Удружења драмских умјетника Хрватске (1980. и 1983)[3]
- Награда „Гавеллиних вечери” (1982. и 1987)[3]
- Награда „Дубравко Дујшин” (1983)[3]

## Дела
- Лица и сјене (1989, поновљено проширено издање 2004)[3]
- Исприка: огледи и памћења (2008)[5]

## Филмографија
- Женидба
- Глорија

## Одабрана театрографија
- Љубица[5]
- Три фарсе[5]
- Приказање живота и муке светих Ципријана и Јустине[5]
- Квас без круха[5]
- Представа Хамлета у селу Мрдуша Доња[5]
- Свечана вечера у погребном подузећу[5]
- Мириси, злато и тамјан, у властитој адаптацији[5]
- Сокол га није волио[5]
- Галилејево узашашће[5]
- Смрт Стјепана Радића[5]
- Анђели Бабилона и Синови умиру први[5]
- Тартиф[5]
- Дон Јуан[5]
- Патње господина Моцкинпотта[5]
- Дантонова смрт[5]
- Леонце и Лена[5]
- У очекивању Годоа[5]
- Хенрик IV[5]
- Веселе жене виндсорске[5]
- Ричард III[5]
- Живот је сан [5]
- Госпон ловац[5]
- Опасне везе[5]
- Ђаволов ученик[5]
- Своји смо, договорит ћемо се[5]
- Дом Бернарде Албе[5]
- Хоффманнове приче[5]
- Фигаров пир[5]